# Pietro Foscari (cardinale)
Pietro Foscari (Venezia, circa 1417 – Bagni di Bacucco, 11 agosto 1485) è stato un cardinale italiano, noto come il Cardinale di Venezia.

## Biografia

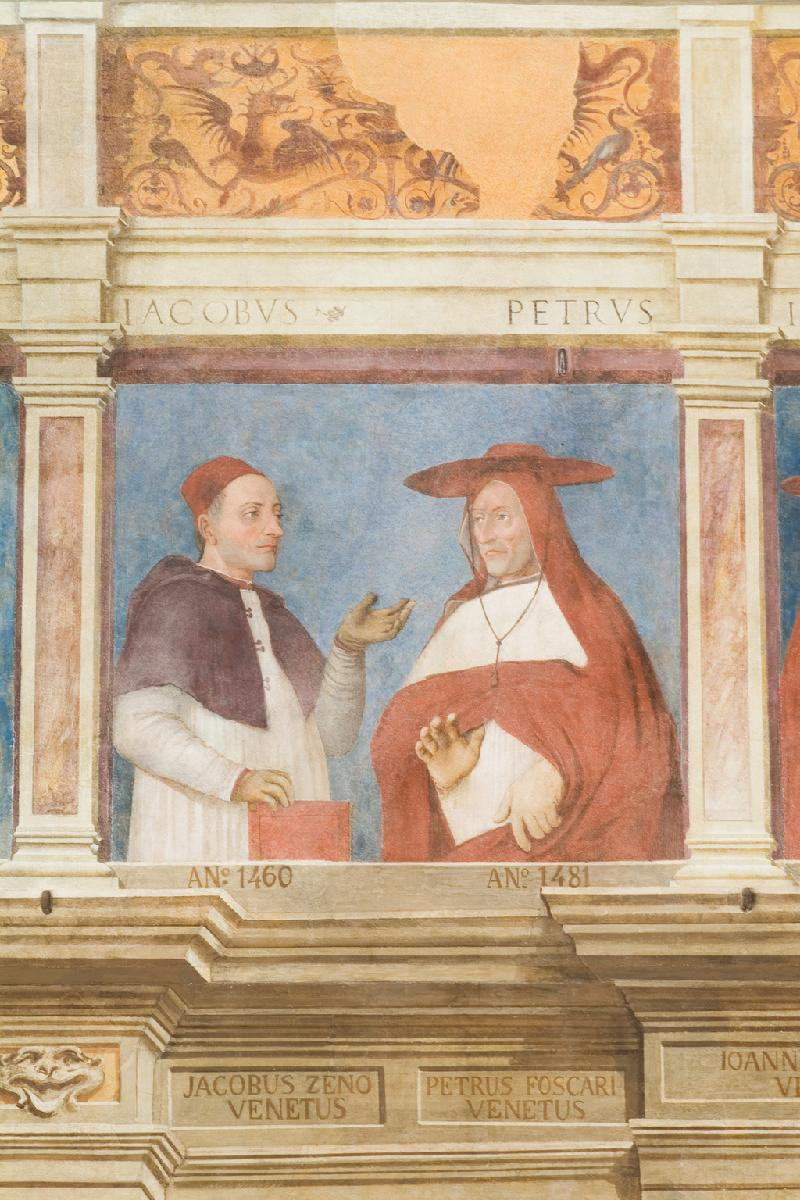
Bartolomeo Montagna, Ritratti del vescovo Jacopo Zeno (sinistra) e del vescovo Pietro Foscari (destra), Palazzo Vescovile, Padova

Figlio del procuratore Marco e di Margherita Marcello e nipote del doge Francesco Foscari, Pietro nacque a Venezia verso il 1417. Avviato fin dalla giovinezza verso la carriera ecclesiastica, divenne abate del convento dei santi Cosma e Damiano a Zara. Nel 1447 fu nominato primicerio della Basilica di San Marco di Venezia, trovandosi così a occupare in giovanissima età la massima dignità della cappella ducale veneziana e nel giugno dello stesso anno fu insignito del titolo di protonotario apostolico da papa Niccolò V. Nel 1448 divenne canonico del capitolo della Cattedrale di Padova e divenne abate commendatario dell'Abbazia di Santa Maria Maggiore a Summaga.
Il 12 dicembre 1477 fu nominato cardinale in pectore da papa Sisto IV; il suo nome venne rivelato due giorni più tardi e ricevette la berretta cardinalizia con il titolo di San Nicola fra le Immagini. Il 1º aprile 1478 fu nominato amministratore apostolico della diocesi di Spalato e mantenne questa carica fino al 17 settembre 1479.
Il 15 aprile 1481 fu nominato amministratore apostolico della diocesi di Padova e mantenne questa carica fino alla morte. Dopo la sua nomina ritornò a Padova e Venezia e vi rimase fino al maggio 1483, quando ritornò a Roma. Partecipò al conclave del 1484, che elesse papa Innocenzo VIII.

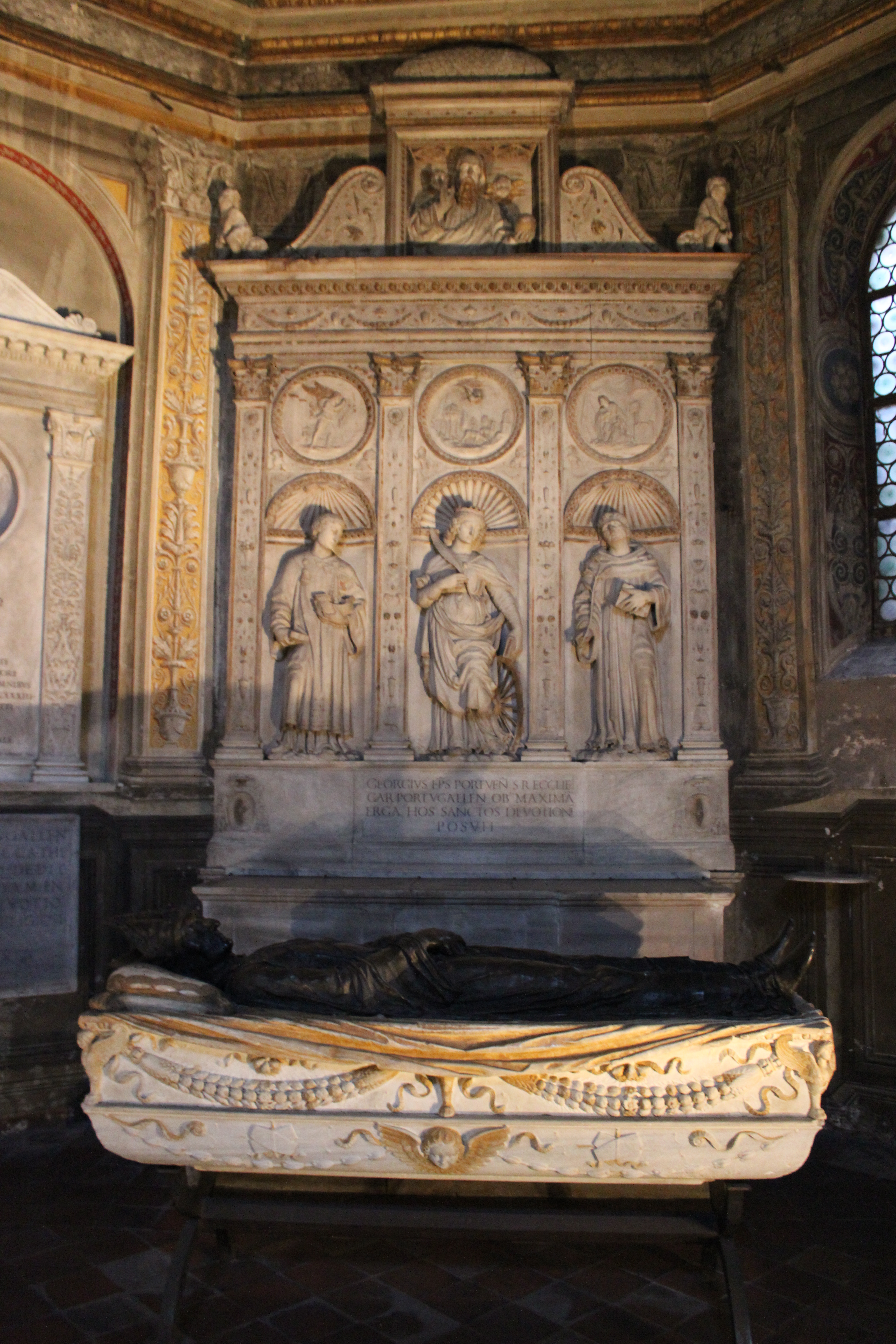
Monumento funebre del cardinale Foscari

Morì l'11 agosto 1485 ai Bagni di Bacucco, nei pressi di Viterbo. Il suo monumento funebre, una scultura in marmo e bronzo di Giovanni di Stefano, si trova nella cappella Costa della basilica di Santa Maria del Popolo a Roma